# 29-es busz (Miskolc)
A miskolci 29-es jelzésű autóbusz az Újgyőri főtér és Avas kilátó között közlekedik, ellátva az Avas és Újdiósgyőr településrész közvetlen kapcsolatát. A járat a régi vasgyárakat, a kohászatot, és a volt DIGÉP-et is érinti. 1997-ig csak az Avas városközpontig közlekedett, de később az Avas kilátóig lett meghosszabbítva. Egyes időpontokban érinti az Egyetemvárost is.

## Története
- ? – 1981 Marx tér – Vargahegy
- 1981 – 1997. április 30. Marx tér (ma: Újgyőri főtér) – Avas lakótelep (ma: Avas városközpont).
- 1997. május 1. – 2023. október 14.  Újgyőri főtér – Avas kilátó
- 2023. október 14. – Újgyőri főtér – Avas kilátó – Hideg sor – Újgyőri főtér

2023. október 14-től körjárattá alakult, meghosszabbítva a Hideg soron át a Győri kapu felé. Ellenirányú párja 39-es jelzéssel közlekedik, azzal a különbséggel, hogy a 29-esnek nem megállója a Vasgyári út. A 29-es busz továbbá nem érinti a Diósgyőri Kórház és Diósgyőri Ipari Park megállóhelyeket, helyette a 9-es busz vehető igénybe.

## Követési ideje
Hétköznap reggel 10-15 délután 30 percenként,völgyidőben
60 percenként közlekedik. Hétvégén egész nap óránként közlekedik.

## Megállóhelyei
| 29 (Újgyőri főtér – Avasi kilátó - Újgyőri főtér)    | 29 (Újgyőri főtér – Avasi kilátó - Újgyőri főtér) | 29 (Újgyőri főtér – Avasi kilátó - Újgyőri főtér) | 29 (Újgyőri főtér – Avasi kilátó - Újgyőri főtér)  | 29 (Újgyőri főtér – Avasi kilátó - Újgyőri főtér)               | 29 (Újgyőri főtér – Avasi kilátó - Újgyőri főtér) | 29 (Újgyőri főtér – Avasi kilátó - Újgyőri főtér) | 29 (Újgyőri főtér – Avasi kilátó - Újgyőri főtér) |
| Perc (↓)                                             | Perc (↓)                                          | Megállóhely                                       | Átszállási kapcsolatok                             | Létesítmények                                                   |                                                   |                                                   |                                                   |
| ---------------------------------------------------- | ------------------------------------------------- | ------------------------------------------------- | -------------------------------------------------- | --------------------------------------------------------------- | ------------------------------------------------- | ------------------------------------------------- | ------------------------------------------------- |
| 0                                                    | 0                                                 | Újgyőri főtér végállomás                          | 1, 6, 9, 16, 19, 21, 39, 53, 54, 68, 101B 1, 1A, 2 | Autóbusz-állomás, Bükk Áruház, Vasas Művelődési Központ         |                                                   |                                                   |                                                   |
| 1                                                    | 1                                                 | Vasgyári út                                       | 9, 19, 21, 68                                      | Diósgyőri Acélművek                                             |                                                   |                                                   |                                                   |
| 2                                                    | 2                                                 | Vasgyár                                           | 9, 19, 21, 39, 68, 101B 2                          | Diósgyőri Acélművek                                             |                                                   |                                                   |                                                   |
| 4                                                    | 4                                                 | Vasgyári temető                                   | 9, 19, 21, 39, 53, 68, 101B                        | Vasgyári temető                                                 |                                                   |                                                   |                                                   |
| 5                                                    | 5                                                 | Batthyány sor                                     | 39, 53                                             |                                                                 |                                                   |                                                   |                                                   |
| 7                                                    | 7                                                 | Vargahegy                                         | 39, 53                                             |                                                                 |                                                   |                                                   |                                                   |
| 8                                                    | 8                                                 | Magas-hegy                                        | 39, 53                                             |                                                                 |                                                   |                                                   |                                                   |
| 10                                                   | 10                                                | Csermőke-Felső                                    | 39, 53                                             |                                                                 |                                                   |                                                   |                                                   |
| 12                                                   | 12                                                | Csermőke                                          | 39, 53                                             |                                                                 |                                                   |                                                   |                                                   |
| 13                                                   | 13                                                | Ruzsinszőlő                                       | 39, 53                                             |                                                                 |                                                   |                                                   |                                                   |
| 16                                                   | 16                                                | Egyetem                                           | 39, 53                                             | Miskolci Egyetem                                                |                                                   |                                                   |                                                   |
| A barna hátterű megállókat csak néhány menet érinti! |                                                   |                                                   |                                                    |                                                                 |                                                   |                                                   |                                                   |
| ∫                                                    | 17                                                | Egyetemi Kollégium                                | 12, 20, 20A, 39                                    | Uni-Hotel, Egyetemi kollégiumok, Egyetemi sporttelep            |                                                   |                                                   |                                                   |
| ∫                                                    | 18                                                | Tanulmányi épület                                 | 12, 20, 20A, 39                                    | ME GÉK, Informatikai intézet                                    |                                                   |                                                   |                                                   |
| ∫                                                    | 19                                                | Egyetemváros                                      | 12, 20, 20A, 39                                    | Miskolci Egyetem, ME MFK, ME MAK, ME ÁJK, ME GTK                |                                                   |                                                   |                                                   |
| ∫                                                    | 20                                                | Olajkutató                                        | 12, 20, 20A, 39                                    | ME BTK, Alkalmazott Kémiai Kutatóintézet, Továbbképzési Központ |                                                   |                                                   |                                                   |
| ∫                                                    | 21                                                | Egyetemi Kollégium                                | 12, 20, 20A, 39                                    | Uni-Hotel, Egyetemi kollégiumok, Egyetemi sporttelep            |                                                   |                                                   |                                                   |
| 17                                                   | 23                                                | Csermőkei út                                      | 12, 20, 20A, 20B, Auchan 2                         |                                                                 |                                                   |                                                   |                                                   |
| 18                                                   | 24                                                | Szentgyörgy út                                    | 12, 20, 20A, 20B, 30, 32, 34, 36, 39, Auchan 2     | Tesco áruház                                                    |                                                   |                                                   |                                                   |
| 19                                                   | 25                                                | Sályi István utca                                 | 20B, 30, 32, 34, 36, 39, Auchan 2                  |                                                                 |                                                   |                                                   |                                                   |
| 20                                                   | 26                                                | Avas városközpont                                 | 20B, 30, 31, 32, 34, 36, 39, Auchan 2              | Avas lakótelep                                                  |                                                   |                                                   |                                                   |
| 21                                                   | 27                                                | Ifjúság útja                                      | 20B, 30, 31, 32, 34, 35, 36, 39, Auchan 2          | Fényi Gyula Jezsuita Gimnázium                                  |                                                   |                                                   |                                                   |
| 22                                                   | 28                                                | Mednyánszky utca                                  | 30, 31, 32, 34, 35, 36, 39, Auchan 2               | Avasi Gimnázium                                                 |                                                   |                                                   |                                                   |
| 23                                                   | 29                                                | Hajós Alfréd utca                                 | 30, 31, 32, 34, 35, 36, 39, Auchan 2               |                                                                 |                                                   |                                                   |                                                   |
| 24                                                   | 30                                                | Leszih Andor utca                                 | 30, 31, 32, 34, 35, 36, 39, Auchan 2               |                                                                 |                                                   |                                                   |                                                   |
| 25                                                   | 31                                                | Avas kilátó                                       | 30, 31, 32, 34, 35, 36, 39, Auchan 2               | Avasi kilátó, HungaroMet (Miskolci Regionális Központ)          |                                                   |                                                   |                                                   |
| 26                                                   | 32                                                | Mendikás                                          | 39                                                 |                                                                 |                                                   |                                                   |                                                   |
| 28                                                   | 34                                                | Hideg sor                                         | 39                                                 |                                                                 |                                                   |                                                   |                                                   |
| 29                                                   | 35                                                | Avasalja utca                                     | 21, 39                                             |                                                                 |                                                   |                                                   |                                                   |
| 31                                                   | 37                                                | Szent Anna tér                                    | 1, 1A, 2 1, 39, 54, 101B                           |                                                                 |                                                   |                                                   |                                                   |
| 33                                                   | 39                                                | Aba utca                                          | 1, 39, 54, 101B                                    |                                                                 |                                                   |                                                   |                                                   |
| 34                                                   | 40                                                | Zoltán utca                                       | 1, 39, 54, 101B                                    |                                                                 |                                                   |                                                   |                                                   |
| 35                                                   | 41                                                | Örs utca                                          | 1, 39, 54, 101B                                    |                                                                 |                                                   |                                                   |                                                   |
| 37                                                   | 43                                                | Avar utca                                         | 1, 39, 54, 101B                                    |                                                                 |                                                   |                                                   |                                                   |
| 38                                                   | 43                                                | Újgyőri főtér                                     | 1, 6, 9, 16, 19, 21, 39, 53, 54, 68, 101B 1, 1A, 2 | Autóbusz-állomás, Bükk Áruház, Vasas Művelődési Központ         |                                                   |                                                   |                                                   |
| 39                                                   | 44                                                | Újgyőri főtér végállomás                          | 1, 6, 9, 16, 19, 21, 39, 53, 54, 68, 101B 1, 1A, 2 | Autóbusz-állomás, Bükk Áruház, Vasas Művelődési Központ         |                                                   |                                                   |                                                   |